# Bulbophyllum nigericum
Bulbophyllum nigericum är en orkidéart som beskrevs av Victor Samuel Summerhayes. Bulbophyllum nigericum ingår i släktet Bulbophyllum och familjen orkidéer. IUCN kategoriserar arten globalt som sårbar. Inga underarter finns listade i Catalogue of Life.